# Сьёфн
Сьёфн (Sjöfn) — богиня любви в германо-скандинавской мифологии. Упоминается в датируемой XIII веком «Младшей Эдде» Снорри Стурлусона, также известна по трём содержащим её имя кеннингам в скальдической поэзии. Существует несколько теорий о функциях этой богини.

## Упоминания
В главе 35 «Видения Гюльви» (первая часть «Младшей Эдды», датируется примерно 1220 годом) Высокий (то есть Один) кратко рассказывает о 16 богинях-асах. Сьёфн в этом списке седьмая, Высокий говорит, что она «направляет умы людей — как мужчин, так и женщин — к любви». В главе 75 «Тулы об именах (англ. Nafnaþulur)» (последней части «Языка поэзии» — второй книги «Младшей Эдды») имя Сьёфн включено в список 27 богинь. При этом само имя Сьёфн включено в три различных кеннинга понятия «женщина».

## Теории
Основываясь на имеющейся в «Видении Гюльви» информации о Сьёфн, Джон Линдоу (англ. John Lindow) утверждает, что производное от её имени слово «sjafni», упоминающееся также в «Туле об именах», должно обозначать понятие «любовь». Учёный также отмечает, что вся имеющаяся у нас информация о Сьёфн сводится только к уже упомянутому им описанию в «Видении Гюльви». Линдоу также сообщает, что некоторые учёные считают имя Сьёфн просто ещё одним именем богини Фригг, о которой нам известно значительно больше. Рудольф Зимек (Rudolf Simek) пишет, что Снорри Стурлусон мог проследить этимологию имени Сьёфн от древненорвежского слова «sefi» («чувство» или, возможно, «отношения»), но при этом имеющаяся у нас скудная информация об этом мифологическом персонаже не позволяет подробно объяснить функции этой богини. Кроме того, Зимек утверждает, что на основании имеющихся упоминаний и этимологии Сьёфн можно охарактеризовать как «богиню брака, любви и любовных отношений», а также что Сьёфн упоминается в «Младшей Эдде» среди нескольких иных богинь, близких к богиням-матерям других мифологий.

## В современной культуре
Именем этой германо-скандинавской богини назван альбом Sjofn финской группы Gjallarhorn («Гьяллархорн»), выпущенный в 2000 году. Также под именем Sjöfn выступает фолк-певица, живущая на Аляске. В новозеландском сериале «Всемогущие Джонсоны» (2011—2013) богиня Сьёфн является одним из главных действующих лиц, её роль исполняет актриса Мишель Лэнгстоун.